# Yuriy Vernydub
Yuriy Mykolayovych Vernydub - em ucraniano, Юрій Миколайович Вернидуб (Zhytomyr, 22 de janeiro de 1974) é um ex-futebolista e treinador de futebol ucraniano que atuava como zagueiro. Atualmente, é técnico do Sheriff Tiraspol.
Nos tempos de União Soviética, seu nome era russificado como Yuriy Nikolayevich Vernidub (em russo, Юрий Николаевич Вернидуб).

## Carreira de jogador
Revelado pelo Spartak Zhytomyr em 1983, Vernydub teve mais destaque atuando pelo Metalurh Zaporizhzhia, onde jogou 112 partidas entre 1989 e 1993, com 5 gols marcados. Teve ainda passagens por LVPPU Lviv, Kolos Nikopol, Dnipro (não jogou), Prykarpattya Ivano-Frankivsk, Metalurh Zaporizhzhia, Chemnitzer (Alemanha) e Zenit São Petersburgo (Rússia), encerrando a carreira em 2000, defendendo o Zenit-2.
Não chegou a defender as seleções da União Soviética ou da Ucrânia.

## Carreira de treinador
Em 2001, Vernydub regressou ao Metalurh Zaporizhzhia para trabalhar como auxiliar-técnico de Oleg Taran. Em 2007, com a saída de Serhiy Yaschenko, assumiu interinamente o comando técnico da equipe até a contratação de Anatoliy Chantsev, permanecendo na comissão técnica até 2009.
Entre 2011 e 2019, comandou o Zorya Lugansk, levando os Muzhyky a um vice-campeonato ucraniano em 2015–16. Comandou ainda o Shakhtyor Salihorsk em 31 jogos, sagrando-se campeão bielorrusso em 2020, e em dezembro do mesmo ano, assumiu o comando técnico do Sheriff Tiraspol, conquistando o título da Primeira Divisão nacional e classificando a equipe pela primeira vez à fase de grupos da Liga dos Campeões da UEFA.

## Vida pessoal
Seu filho, Vitaliy Vernydub, é futebolista profissional (foi revelado pelo Metalurh Zaporizhzhia em 2006) e também vestiu as camisas de Kryvbas Kryvyi Rih, Qəbələ (Azerbaijão) e Zorya Luhansk, além de ter jogado uma partida pela Seleção Ucraniana em 2014.

## Títulos

### Como jogador
Zenit São Petersburgo
- Copa da Rússia: 1998

### Como treinador
Shakhtyor Salihorsk
- Vysshaya Liga: 2020

Sheriff Tiraspol
- Campeonato Moldávio: 2020